# Uno Nyberg

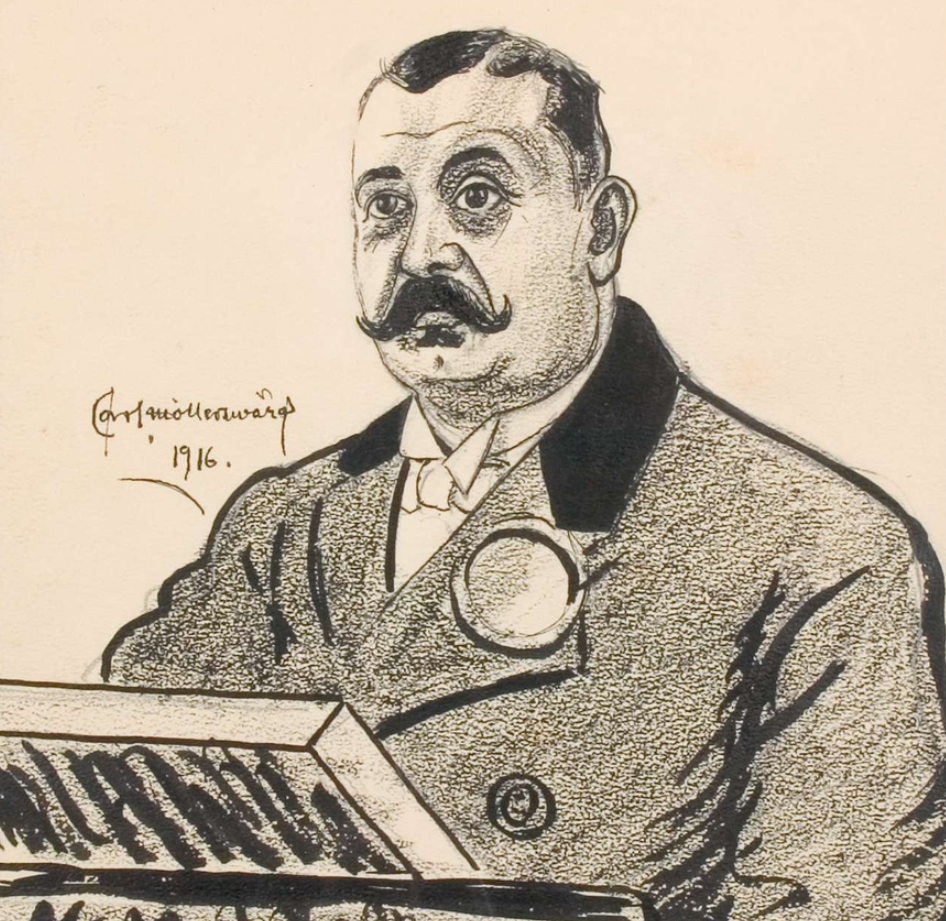
Uno V. Nyberg, teckning av Carl Möllersvärd 1916.

Uno V(alfrid) Nyberg, född 14 juli 1866 i Husby-Långhundra socken i Uppland, död 21 januari 1946 i Uppsala, var en svensk godsägare, lantbrukare och kommunalpolitiker. Han var tillsammans med grosshandlaren J.E. Frykberg en av initiativtagarna till bondetåget 1914.
Nyberg blev efter avslutade skolstudier lantbrukselev samt var därefter under sex år anställd vid Österby bruks jordbruksavdelning. Som egen lantbrukare arrenderade han olika egendomar och inköpte sedan Edshammars gård 1904 och fyra år senare Långtora gård i Enköpings kommun där han bosatte sig. 
Nyberg innehade flera kommunala förtroendeuppdrag, bland annat var han ordförande i kommunalstämman i sin hemkommun samt landstingsman i Stockholms län.